# Leno
Leno is een gemeente in de Italiaanse provincie Brescia (regio Lombardije) en telt 13.503 inwoners (31-12-2004). De oppervlakte bedraagt 58,6 km², de bevolkingsdichtheid is 216 inwoners per km².

## Demografie
Leno telt ongeveer 4960 huishoudens. Het aantal inwoners steeg in de periode 1991-2001 met 9,0% volgens cijfers uit de tienjaarlijkse volkstellingen van ISTAT.
| Jaar | Inwoneraantal |
| ---- | ------------- |
| 1991 | 11.504        |
| 2001 | 12.541        |

## Geografie
Leno grenst aan de volgende gemeenten: Bagnolo Mella, Cigole, Ghedi, Gottolengo, Manerbio, Offlaga, Pavone del Mella.